# Lady Amin
Seyyedeh Nosrat Begum Amin , également connue comme Banu Amin , Lady Amin, en persan : بانو امين, est une des plus grandes juristes iraniennes, théologienne et grande mystique musulmane (arif) du XXe siècle (1886 - 13 juin 1983). Elle a reçu de nombreuses ijazat (autorisations) de pratiquer l'ijtihad, dont certaines de l'ayatollah Muḥammad Kazim Ḥusayni Shīrāzī (1873-1948) et du Grand Ayatollah Abdul-Karim Haeri Yazdi (1859-1937), le fondateur des hawzat de Qom,.

## Biographies et documentation
- ʻAmū Khalīlī, Marjān. Kawkab-i durrī: [sharḥ-i ahvāl-i bānū-ye mujtahidah Amīn], (Tehran: Payām-e ʻAdālat, 1379 [2000]).
- Bāqirī Bīdʾhindī, Nāṣir. Bānū-yi nimūnah: gilwahāyī az ḥayāt-i bānū-yi mujtahidah Amīn Iṣfahānī, (Daftar-i Tablīqat-i Islāmī-yi Ḥawzah-yi ʿilmīyah-yi - Islamic Propagation Office of the Religious Seminaries Qom), Markaz-i Intishārāt, Qom 1382 [2003].
- Tayyibī, Nāhīd. Zindagānī-yi Bānū-yi Īrānī: Bānū-yi Mujtahidah Nuṣrat al-Sādāt Amīn, (Qom: Sābiqūn Publishers, 1380 [2001]).
- Majmūʻah-ʾi maqālāt wa sukhanrānīhā-yi avvalīn wa duvumīn Kungrih-ʾi Buzurgdāsht-i Bānū-yi Mujtahidah Sayyidah Nuṣrat Amīn (rah), Markaz-i Muṭālaʻāt wa Taḥqīqāt-i Farhangī, Daftar-i Muṭālaʻāt-i Farhangī-i Bānūwān, Qom, 1995 (1374).
- Yādnāmah-i bānū-yi mujtahidah Nuṣrat al-Sādāt Amīn: mashhūr bih Bānū-yi Īrāni, (Isfahan: Vizārat-i Farhang wa Irshād-i Islāmī; Markaz-i Muṭālaʿāt-i wa Tahqīqāt-i Farhangī, 1371 [1992]).